# Зільберман Натан Рафаїлович
Ната́н Рафаї́лович (Рефулович) Зільберма́н (3 травня 1940, Одеса) — киргизький, раніше радянський (український) шахіст, міжнародний майстер (1983), заслужений тренер Киргизької РСР (1978), старший тренер ФІДЕ (2010).

## Біографія
Натан Зільберман народився в Одесі. Закінчив механічний факультет інститут холодильної та м'ясної промисловості. Починаючи з 1972 року проживає в Киргизії.
Дворазовий чемпіон Одеси (1963, 1966/67), срібний призер чемпіонату України 1972 року, триразовий чемпіон Киргизії (1973, 1975, 1992). Учасник півфінальних турнірів чемпіонатів СРСР 1972 та 1973 років, у 1975 році розділив 2—3 місця в чемпіонаті ЦР ДСТ «Спартак».
Учасник міжнародних турнірів, найкращі результати — розподіл 1—3 місць на турнірі у Бледі , 1-2 місця (спільно з Мироном Шером) на турнірі в Мариборі (1989).
У складі збірної Киргизстану учасник п'яти шахових олімпіад (1992—2004).
Натан Зільберман активно працював над популяризацією шахів, займаючись тренерською діяльністю. У різні роки був тренером багатьох відомих шахістів, зокрема Семена Палатника, Костянтина Лернера, В'ячеслава Ейнгорна, Михайла Підгайця, Володимира Бейма, Миколу Легкого. Серед його учнів також гросмейстери Борис Канцлер та Світлана Матвеєва, за підготовку якої Спорткомітет СРСР нагородив його пам'ятною нагородою ім. М.Чигоріна (1984). Багаторічний тренер усіх збірних команд Киргизстану. Продовжує працювати тренером у Бішкеку.

## Турнірні результати

### Результати виступів у чемпіонатах України та Киргизстану
Натан Зільберман зіграв у чотирьох фінальних турнірах чемпіонатів України, набравши при цьому 33½ очка з 66 можливих (+23-22=21).
| Рік  | Місто  | Турнір                       | + | − | = | Результат | Місце   |
| ---- | ------ | ---------------------------- | - | - | - | --------- | ------- |
| 1964 | Київ   | 33-й чемпіонат України       | 6 | 5 | 8 | 10 з 19   | 6 — 9   |
| 1966 | Київ   | 35-й чемпіонат України       | 2 | 9 | 6 | 5 з 17    | 15 — 16 |
| 1967 | Київ   | 36-й чемпіонат України       | 7 | 4 | 2 | 8 з 13    | 6 — 16  |
| 1972 | Одеса  | 41-й чемпіонат України       | 8 | 4 | 5 | 10½ з 17  | Silver  |
| 1973 |        | Чемпіонат Киргизії           |   |   |   | з         | Gold    |
| 1974 | Фрунзе | Відкритий чемпіонат Киргизії |   |   |   | 6 з 13    | 8       |
| 1975 | Фрунзе | Чемпіонат Киргизії           |   |   |   | 13½ з 18  | Gold    |
| 1987 | Фрунзе | Відкритий чемпіонат Киргизії |   |   |   | 7 з 17    | 14 — 15 |
| 1992 |        | Чемпіонат Киргизії           |   |   |   | з         | Gold    |

### Інші турніри
| Рік  | Місто      | Турнір                                 | + | − | =  | Результат | Місце   |
| ---- | ---------- | -------------------------------------- | - | - | -- | --------- | ------- |
| 1972 | Челябінськ | Півфінал 40-го чемпіонату СРСР         | 3 | 6 | 8  | 7 з 17    | 14      |
| 1973 | Кіровабад  | Півфінал 41-го чемпіонату СРСР         | 4 | 9 | 2  | 5 з 15    | 13 — 15 |
| 1975 | Челябінськ | Відбірний турнір 43-го чемпіонату СРСР | 4 | 4 | 5  | 7 з 13    | 26 — 37 |
| 1979 | Фрунзе     | міжнародний турнір                     | 4 | 2 | 11 | 9½ з 17   | 6 — 10  |
| 1983 | Фрунзе     | міжнародний турнір                     | 3 | 1 | 11 | 8½ з 15   | 4       |
| 1983 | Фрунзе     | міжнародний турнір                     | 3 | 4 | 4  | 5 з 11    | 4       |
| 1990 | Бєлгород   | міжнародний турнір                     | 2 | 7 | 5  | 4½ з 14   | 14      |